# Céramique islamique du site de Suse

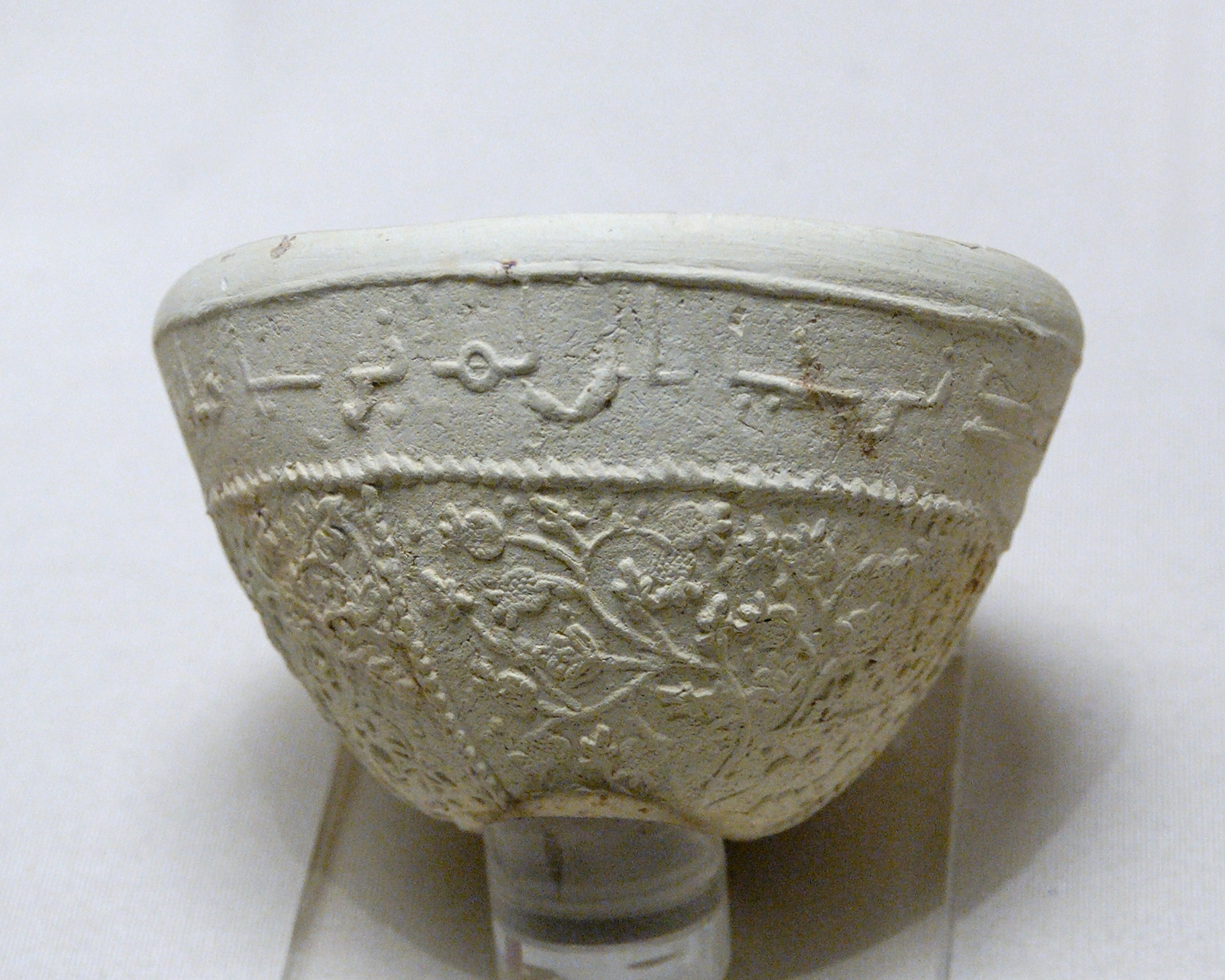
Bol décoré de pampres et de grenades, avec une inscription en écriture arabe, céramique argileuse à décor moulé,, Suse, musée du Louvre (MAO S. 376)

Suse est l'un des plus importants sites archéologiques iraniens, à la frontière entre monde mésopotamien et monde persan. Habité depuis des temps très anciens (4500 ans av. J.-C.), il est resté occupé jusqu'au milieu du XVe siècle. Ses fouilles, réalisées par des équipes françaises, ont permis la découverte de nombreux objets, dont une importante production de céramique datant de la période islamique, actuellement conservée pour une grande partie (plus de 2000 objets répertoriés) au musée du Louvre (leur numéro d'inventaire se compose des lettres MAO S. et d'un chiffre). 

## Problèmes liés à l'étude du site de Suse
Plusieurs problèmes se posent lors de l'étude des céramiques de Suse. 
Certains sont liés aux conditions de fouilles : l’archéologie islamique est de nos jours complètement sinistrée. Au XIXe siècle et au début du XXe siècle, les fouilleurs pratiquaient l’archéologie biblique, cherchant des informations sur les cités anciennes, ce qui les a conduit à détruire la plupart des niveaux islamiques, sauvant certaines pièces mais anéantissant les stratigraphies et les contextes archéologiques. Suse, dont les fouilles ont débuté en 1897, n’a pas échappé à la règle. Une mission française, dans les années 1970, a néanmoins permis l'établissement par Monique Kervran d'un tableau stratigraphique très complet pour chaque type de céramique.   
D'autres problèmes sont liés aux objets eux-mêmes : en effet, l'évolution de la production de céramique n'est pas très rapide. La conquête relativement aisée des armées musulmanes dans la première moitié du VIIe siècle a permis que la production se poursuive sans trop de heurts, et les modèles des productions semblent passer d'une génération à l'autre sans subir de gros changements. Il est donc difficile, pour certaines pièces, de déterminer si elles sont ou non islamiques, ou d'en proposer une datation réduite.

## Statut de la céramique sur le site de Suse
La production de terres cuites dans la ville semble assez probable, étant donné l'abondance du matériel et la découverte de matériel de potier come des pernettes, des bâtons d'enfournement et des moules. De même, certaines pièces ont été conçues en relation avec les activités du site, comme les moules à pain de sucre, une des activités dominantes de Suse à la période islamique. Néanmoins, il est possible qu'une partie des éléments retrouvés aient été importés, quoique cette question reste, d'après les spécialistes, difficile à trancher dans le détail des pièces. La présence de Suse au centre d'un réseau d'échanges développé (commerce du sucre et de la soie notamment) est avérée, ce qui induit nécessairement l'arrivée sur le site de poteries servant de contenant, et le départ d'autres.

## Stratigraphie du site pour la période islamique
Dans les fouilles les plus récentes, où une stratigraphie a été établie, cinq périodes ont pu être distinguées : 
- niveau IIIa : datable de la fin du VIe au milieu du VIIe siècle
- niveau IIIb : datable du milieu du VIIe à la fin du VIIIe siècle
- niveau IIa : datable de la fin du VIIIe à la première moitié du IXe siècle, cette couche contient la poterie dite « pré-Samarra »
- niveau IIb : datable du milieu du IXe siècle à la fin de celui-ci, ce niveau est contemporain du niveau II du site d'Al-Hira et de l'occupation de celui de Samarra.
- niveau I : datable de la première moitié du Xe siècle à la fin du site.

## Matériaux et techniques
Toutes les céramiques de Suse sont réalisées en pâte argileuse, une matière assez plastique, qui peut parfois aboutir à des productions extrêmement sophistiquées, comme celle des egg-shell ou « coquille d'œuf », dont l'épaisseur des parois est réduite à quelques millimètres. La couleur de l'argile varie selon ses impuretés et le dégraissant (matière qui facilite le travail, comme des morceaux de paille, de la chamotte, des grains) qui lui est ajouté. Néanmoins, elle est le plus souvent très claire, un peu rosée ou chamois.

## Les différents types de céramique
On classe les céramiques selon leur technique de décor et leur forme. 

### Céramiques non glaçurées
Production nombreuse, variée tant du point de vue des formes que des décors et de la qualité, la céramique non glaçurée est produite pendant toute la période. On trouve des cruches, des pichets (les premières ne comportant pas de goulot verseur, à la différence des seconds), des jarres, leurs supports et leurs couvercles, des formes ouvertes (pots, bols, vases), des lampes. 

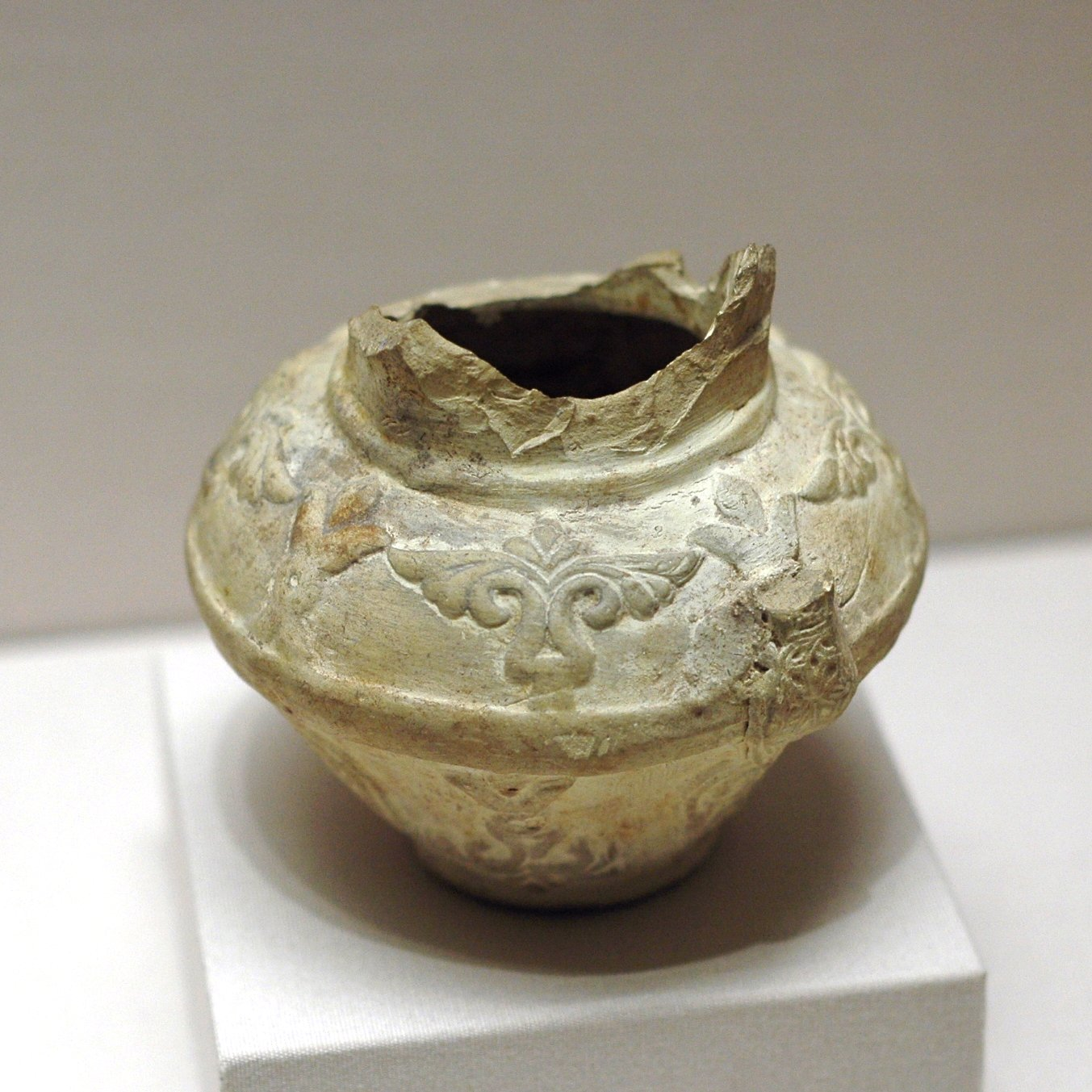
Cruche ou pichet à forme carénée et décors de fleurons,, pâte très fine, fouilles de 1908, Louvre (MAO S.385)

Les formes permettent parfois de distinguer les périodes. Ainsi en est-il pour les cruches et pichets, le groupe le plus important conservé : les premières se placent dans la lignées des formes sassanides (panse piriforme, élancée, col étroit marqué à la base par un ressaut, etc.) ; elles disparaissent au VIIIe siècle au profit d'un type de pichet piriforme, dont la surface est traitée de manière nouvelle, avec des veinules réalisées par application d'un linge mouillé ou des mains avant la cuisson. Une cruche, inspirée des modèles sassanides, apparaît au même moment — fin du VIIe-début du VIIIe siècle. Son décor est gougé (creusé à la gouge) et incisé, sa pâte de grande qualité traduit le raffinement de cette série, qui disparaît dès le début du IXe siècle. Une autre cruche, dont les origines remontent au métal méditerranéen, est réalisée à cette période, en deux parties moulées à part et assemblées à la barbotine. Comme d'autres pièces abbassides, elle présente un profil caréné. Au milieu du VIIIe siècle, les pièces egg-shell, à pâte extrêmement fine, commencent à être produites. Inspirées de prototypes métalliques, elles sont de deux types, à profil à double carène ou à panse globulaire décorée de fines incisions. Les egg-shell, sont produits jusqu'au milieu du Xe siècle, mais les formes s'alourdissent peu à peu.   

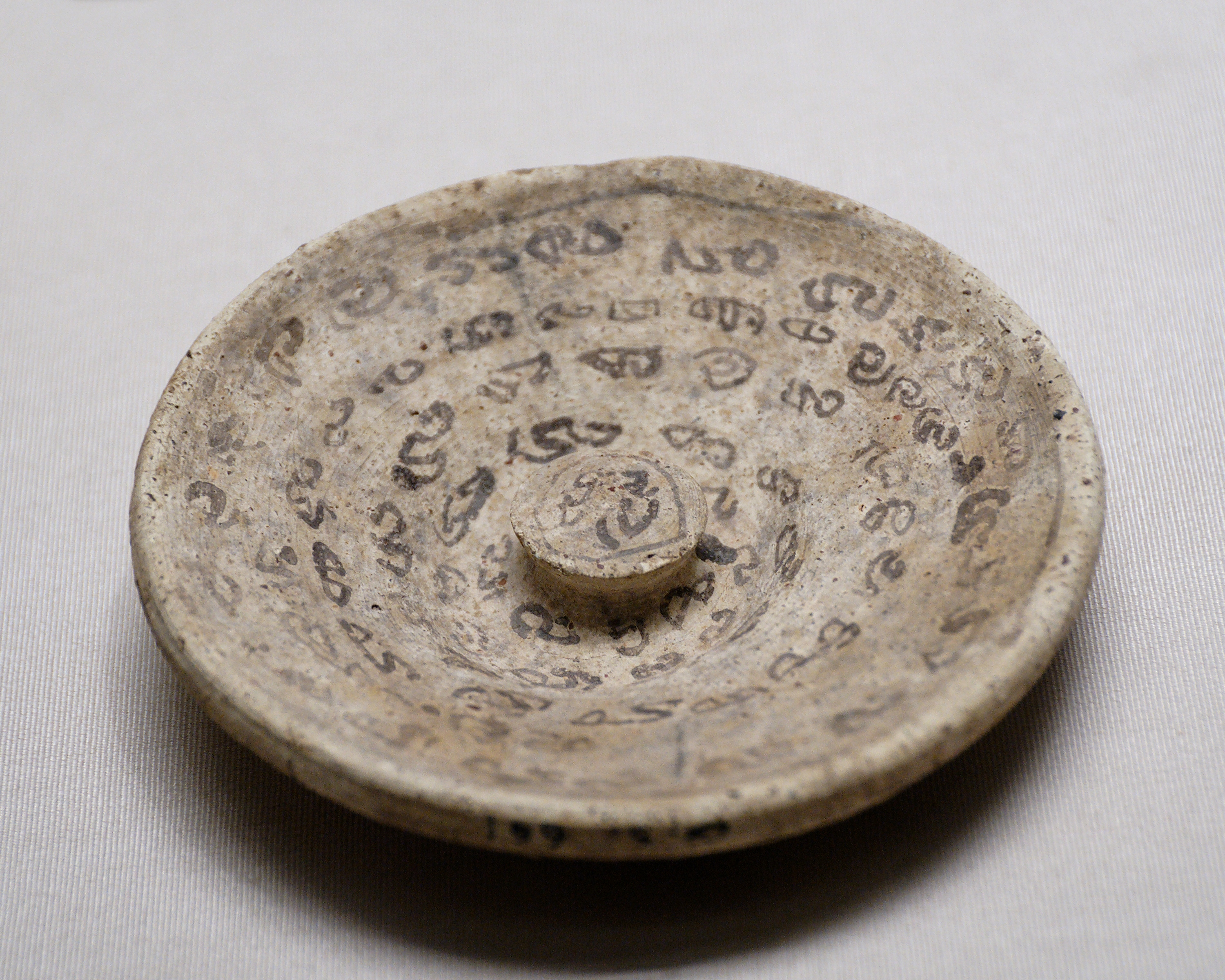
Couvercle en forme de coupelle, inscrit en araméen,, Louvre MAO S.1773

On peut de même établir une typologie de chaque type d'objets : les couvercles de cruche et de jarres, qui servent à protéger les aliments des insectes et de la poussière, suivent tout d'abord les traditions parthes, avant d'affecter la forme de coupelles pour certains, sans décor (milieu VIIIe – Xe siècle), ou une forme circulaire et plate, avec un bouton en fort relief et un décor incisé ou peigné pour d'autres (à partir du milieu du VIIIe siècle). 
Pour les jarres, c'est à partir du décor que l'on parvient à classer les œuvres, la forme sassanide se perpétuant jusqu'au XIIIe siècle. Ainsi, les bandes moulées et appliquées à la barbotine, avec des frises de lions passant, qui dérivent du modèle sassanide, sont typiques du début de la période (VIIe – VIIIe siècle) et de la région du site, le Khuzistan. Le décor en relief, végétal ou animal, appliqué à la barbotine et finement incisé, quoique né avant la période islamique, est principalement réalisé au début de la période abbasside. Quant au décor moulé et appliqué, il apparaît peut-être dès la fin du VIIIe siècle (palmettes, fleurons stylisés, rubans incisés). Au XIe siècle, on trouve des rubans entremêlés et des motifs animaliers appliqués sur des jarres à pâte jaune très grossière. 

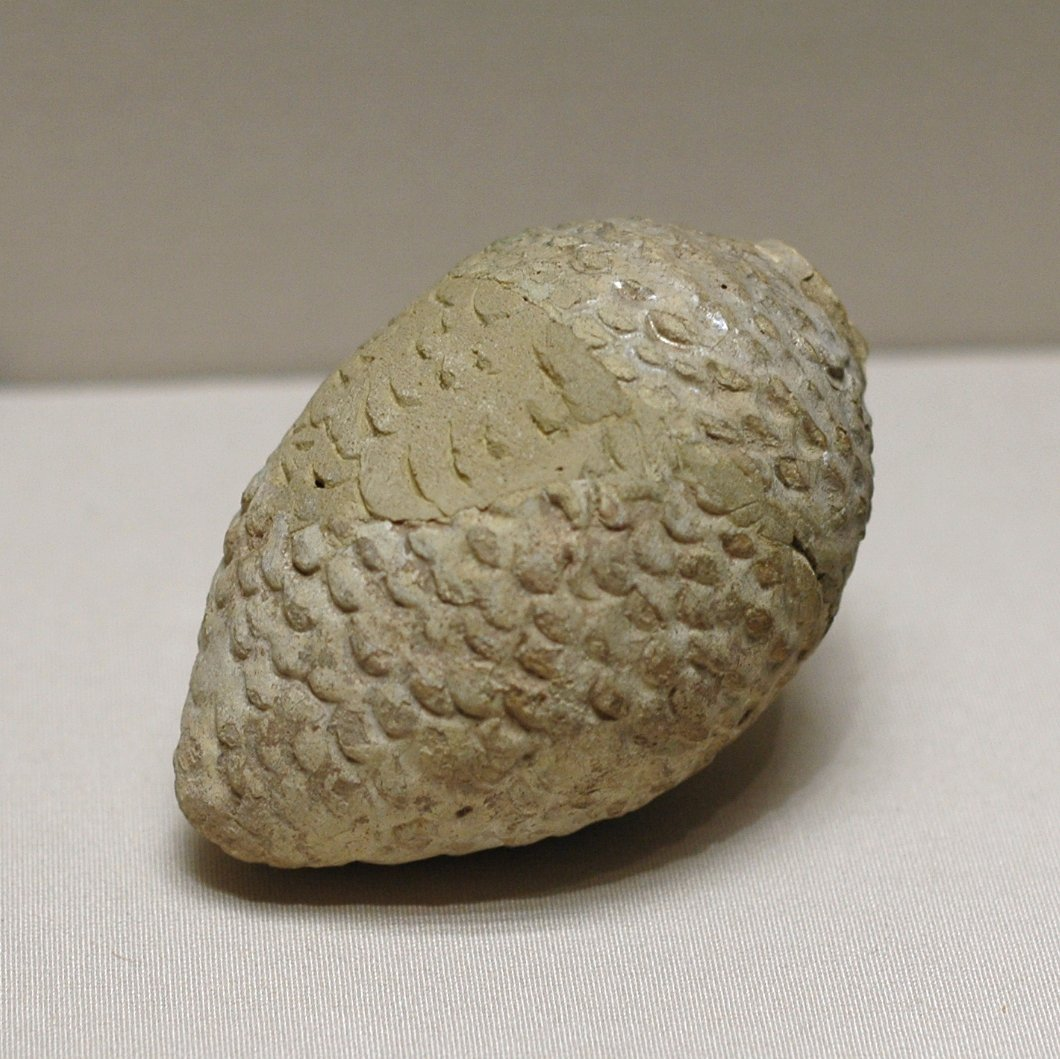
Récipient sphéroconique d'usage inconnu, servant peut-être de grenade à feu grégeois ou de bouteille à mercure,, Suse, Louvre MAO S. 820

Plusieurs pièces se détachent des autres. Ainsi, des figurines anthropomorphes, dont peu ont été retrouvées intactes, forment un groupe homogène et original. Moulée dans une pâte chamois claire, elles présentent parfois des traces de polychromie. Elles portent parfois des ornements, comme des couronnes trifoliées dérivées de celles des sassanides ou des torques, au-dessus d'une tunique ample aux manches évasées. Les pieds joints sur un piédestal, elles présentent toutes le même type de visage joufflu. Leur fonction est inconnue, mais certains pensent qu'elles servaient peut-être de poupées. On les date des XIe – XIIIe siècle, malgré l'absence de contexte archéologique précis.  
On a également retrouvé à Suse des tambours, des dés, des modelages, comme un joli cheval harnaché, des moules et des pièces étonnantes, comme une cage à mangouste, cet animal qui servait à chasser les serpents, et est encore utilisé de nos jours à cet usage.
Un dernier groupe particulier mérite d'être mentionné : celui des pièces inscrites à l'encre noire. Sur les « bols mandéens », ces inscriptions, qu'on retrouve en fait aussi sur des lampes ou des couvercles sont en araméen. Il s'agit alors de formules magiques, destinées à agir lorsque l'objet est brisé. Mais on trouve aussi des inscriptions en arabe et en pehlevi (moyen-iranien), qui servent alors à faire des comptes, à transcrire des sourates du Coran ou à écrire toutes sortes de listes liées à la vie quotidienne. Sur des cruches egg-shell, on a même retrouvé des lettres. Georges Marçais a ainsi déchiffré toute une correspondance amoureuse (les amants se répondant sur l'objet) sur une cruche brisée conservée au Louvre.

### Céramiques glaçurées

#### Les pièces de transition et les pièces à décor de glaçure simple

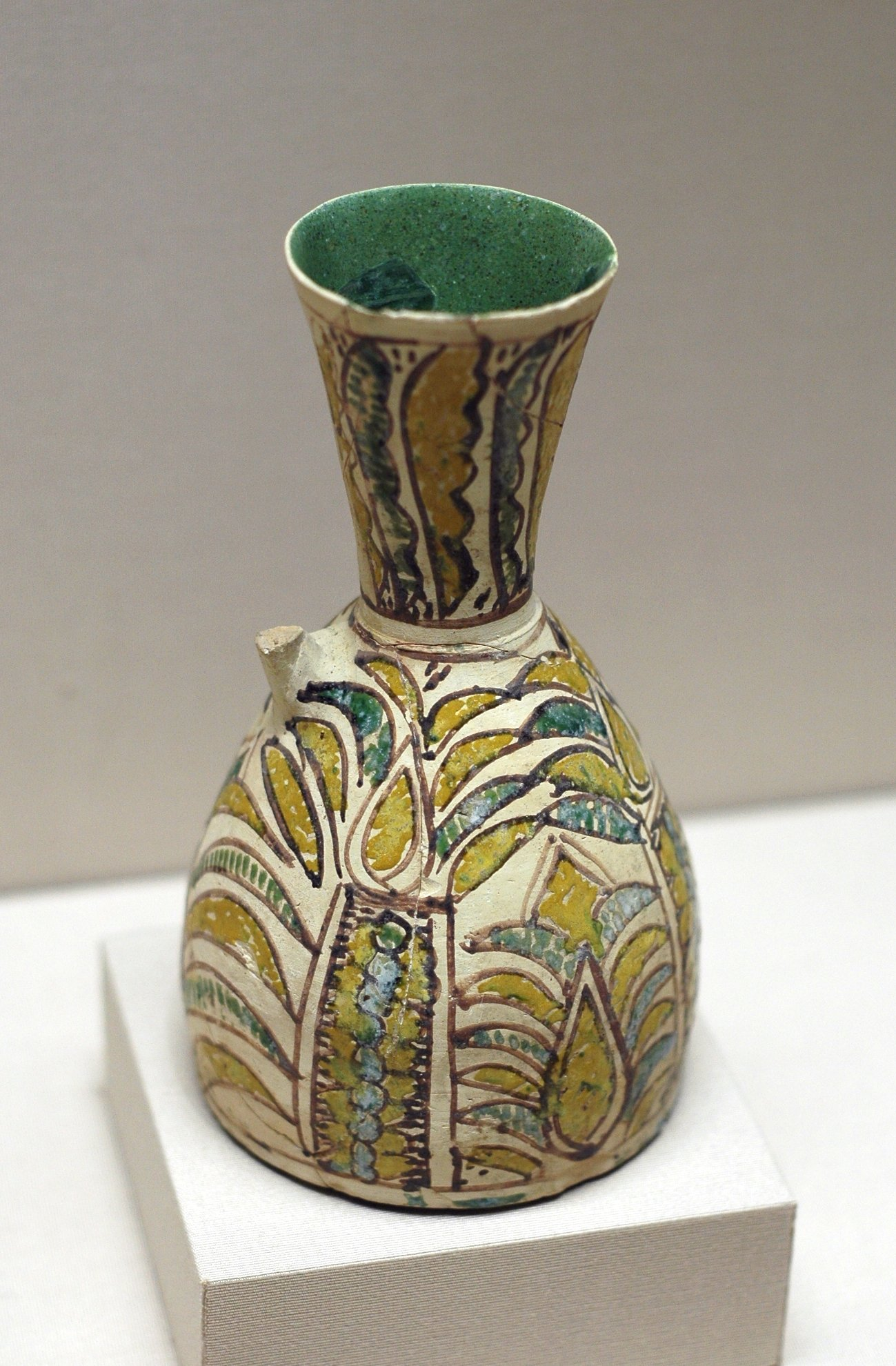
Vase au palmier,, pâte argileuse à décor de glaçures colorées à cru, musée du Louvre (MAO S.383)

La glaçure existe déjà avant la période islamique, notamment dans le domaine iranien. Elle utilise alors un fondant alcalin. 
La production de céramiques à glaçure ne s'interrompt pas brusquement avec l'arrivée de l'Islam, mais au contraire se poursuit durant un certain temps. Ainsi, on connaît des jarres et des amphores produites vraisemblablement après la conquête, mais qui conservent les anciens modèles. 

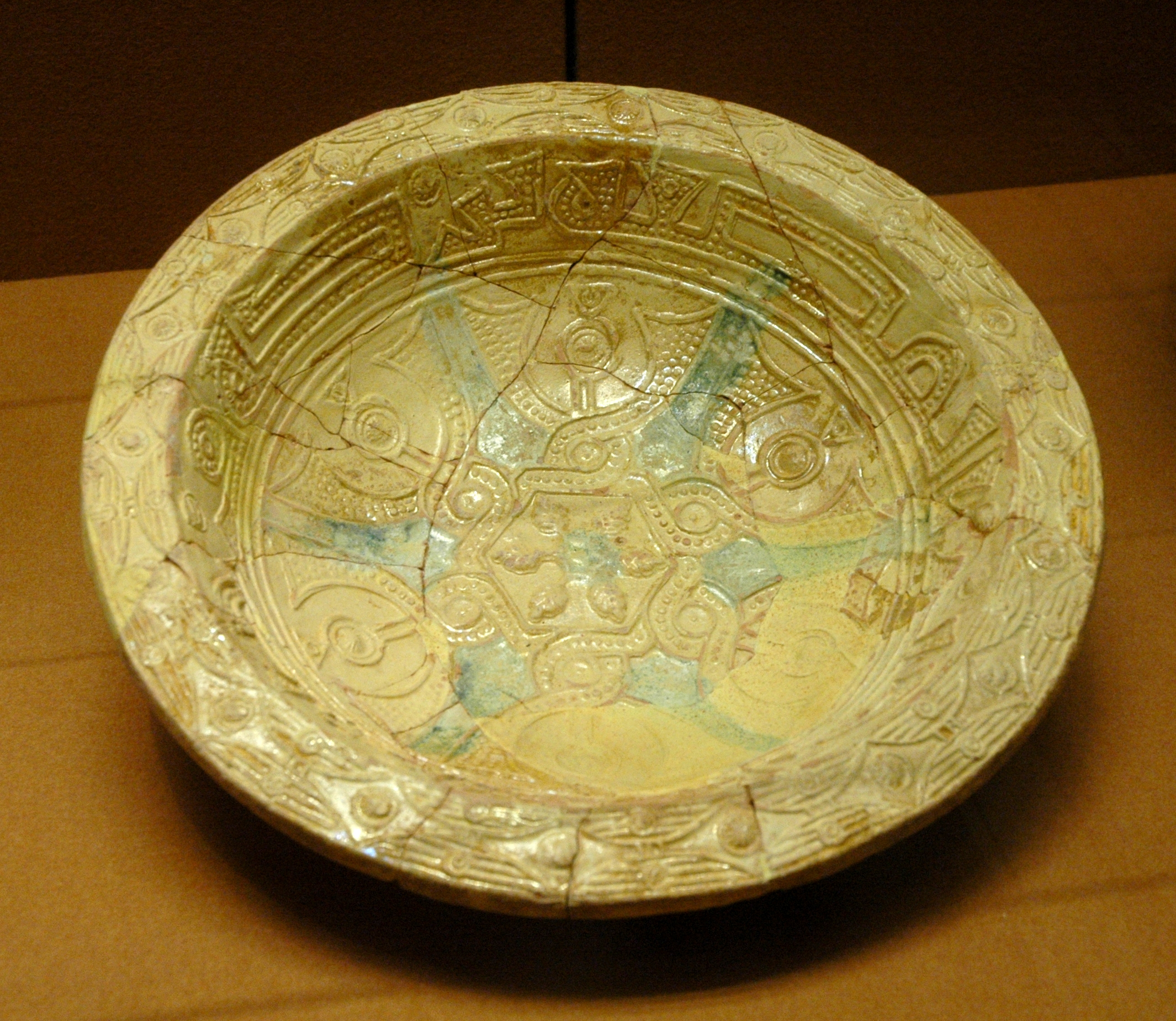
Bol à décor géométrique, IXe siècle, céramique argileuse, décor moulé sous glaçure transparente colorée, Louvre (MAO S. 815)

D'un point de vue décoratif, ces pièces sont couvertes d'une glaçure monochrome, le plus souvent jaune ou verte. Le petit pichet au palmier, quant à lui, est assez unique puisqu'il est décoré des glaçures jaunes et vertes enserrées dans des traits noirs qui l'empêchent de fondre, ce qui préfigure la technique de la cuerda seca. Des pièces à décor moulé sous glaçure, notamment des navettes, forme qui traduit l'exemple sassanide, ont été également retrouvées. Parfois, le moulage permet de créer une cloison entre les glaçures, qui ainsi ne fondent pas. Une dernière technique employée avec la glaçure est l'utilisation de celle-ci pour créer des motifs, comme des pseudo-épigraphies notamment.

#### Faïence

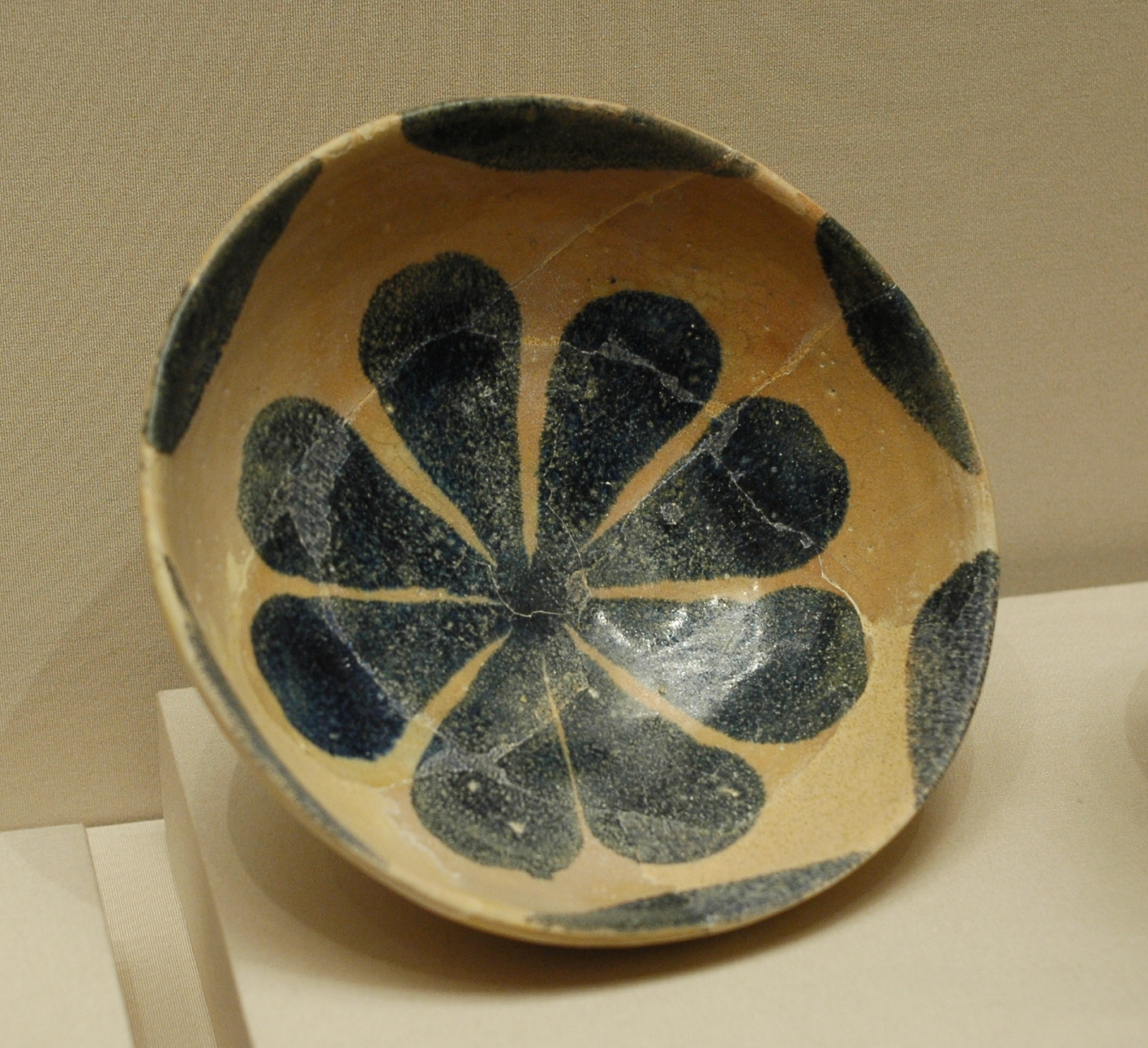
Coupe à la rosace,, céramique argileuse, décor peint sur glaçure opacifiée, musée du Louvre (MAO S. 53)

La faïence est l'une des deux grandes innovations mises au point dans le monde islamique. Il s'agit de pièces en pâte argileuse, couvertes d'une glaçure stannifère (donc blanche et opaque), qui, après une première cuisson, reçoivent un décor de grand feu sur la glaçure et sont recuites. Les couleurs qui résistent à ces hautes températures et existent donc sur les pièces de Suse sont le bleu (oxyde de cobalt), le vert (oxyde de cuivre), le brun (oxyde de manganèse) et le jaune (oxyde d'antimoine), ces deux dernières teintes étant beaucoup moins fréquentes que les premières. Le décor en bleu sur fond blanc est d'ailleurs très apprécié ; le bleu, en pénétrant dans la glaçure, estompe un peu les contours du dessin, qui apparaît un peu nuageux et non pas net. 

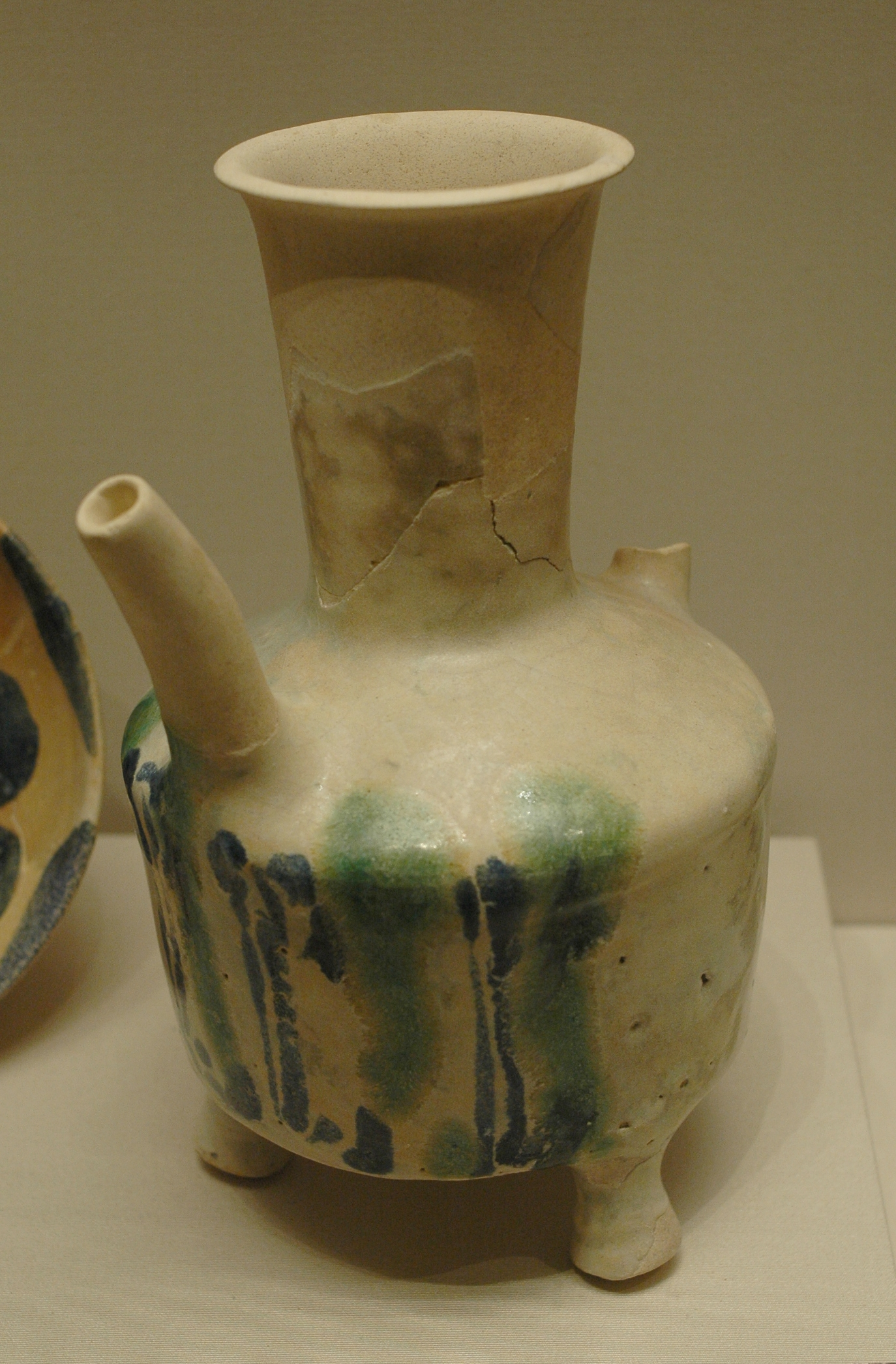
Cruche tripode,, Céramique argileuse, décor peint sur glaçure opacifiée, Louvre (MAO S.524).
Type qui évoque le métal méditerranéen (forme) et des modèles chinois (splashware)

Quelques pièces imitent la faïence, en peignant un décor sur un engobe blanc. D'autres emploient de la cassitérite à la place de l'étain dans la glaçure, ce qui entraîne des altérations, que le sol de Suse, assez acide, favorise : les glaçures deviennent grises après un enfouissement prolongé. 
Plusieurs variantes existent quant aux faïences. L'une d'entre elles, appelée « splashware », ou « décor jaspé », consiste à faire couler des glaçures de couleurs variées afin d'obtenir des marbrures. On pense que cette technique dérive d'une influence de pièces chinoises sensai (3 couleurs), dont on a retrouvé quelques exemples sur le site même de Suse, en compagnie de grès gris-vert et de grès blancs. Nonobstant la faible quantité de ces trouvailles, il semble bien que ce soient ces céramiques qui aient donné l'impulsion à la faïence. 
Les formes de pièces varient beaucoup, tiraillées entre des influences chinoise, sassanide et méditerranéennes. Le métal de la région proche-orientale est souvent utilisé comme modèle, comme le montrent les formes carénées, qui reprennent ces exemples.

#### Les lustres métalliques
Seconde grande technique développée par les potiers islamiques, le lustre métallique, polychrome ou monochrome, constitue un ensemble important de la céramique retrouvée à Suse. Comme pour la faïence, la pièce est cuite en deux fois, la première pour la pâte et la glaçure opacifiée à l’étain, la seconde pour le décor. C'est cette seconde cuisson, menée en partie de manière réductrice, c’est-à-dire sans apport d'oxygène, qui permet de convertir la pâte contenant les oxydes d'argent et de cuivre posée sur la pièce en un décor brillant. Les décors varient beaucoup au fil du temps, ce qui permet de classer les pièces assez aisément.

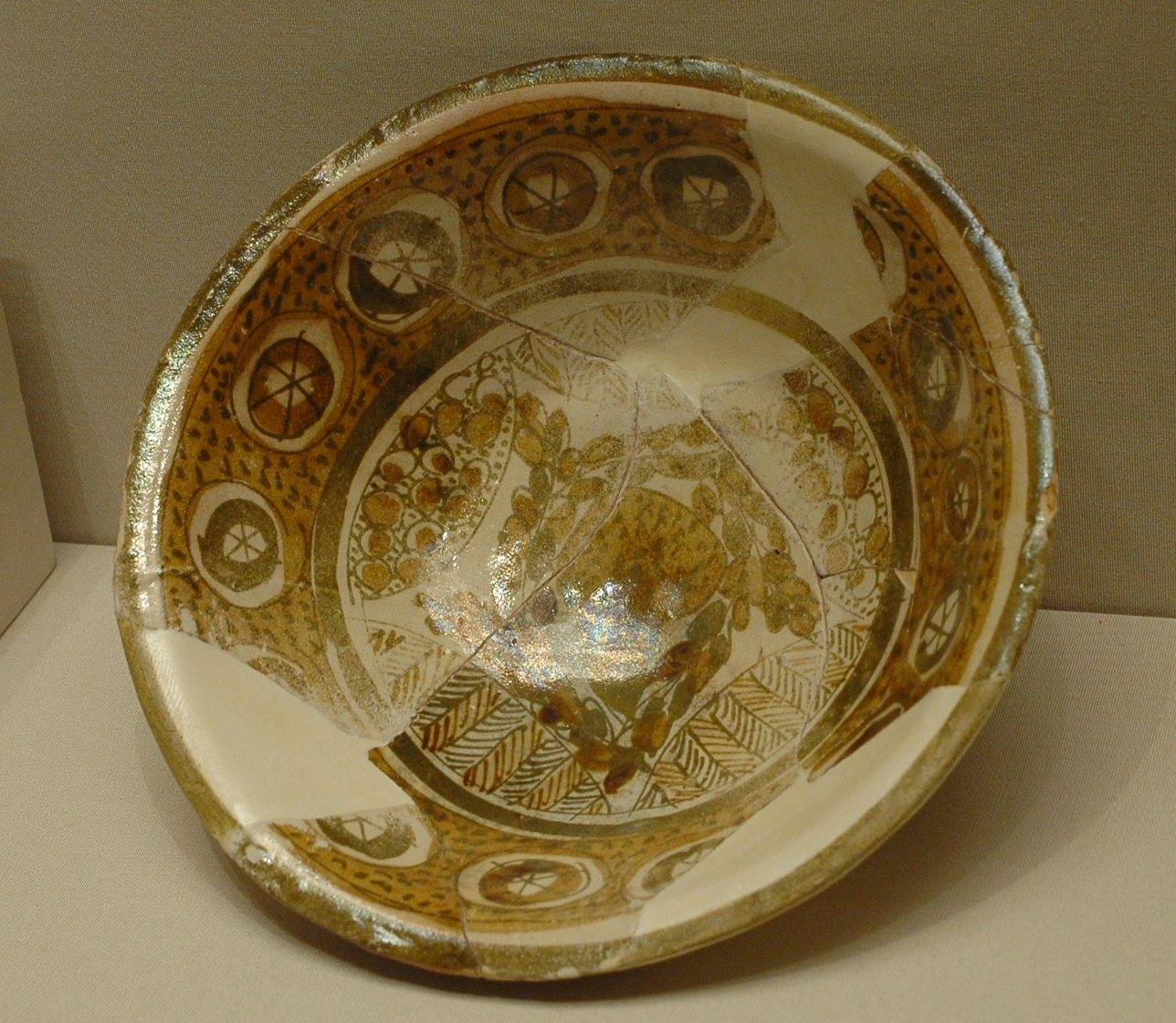
Coupe, IXe siècle, céramique argileuse, décor de lustre métallique sur glaçure opacifiée, Louvre (MAO S. 568)

Les premiers lustres créés sont polychromes : on peut trouver trois, quatre tons différents parfois, ce qui est un tour de force technique puisque le décorateur ne voit pas son travail lorsqu'il pose sa pâte. L'esthétique qui domine dans ces premières pièces est celle d'un décor fourmillant, avec une surface très encombrée de motifs décoratifs comme des ocelles, des chevrons, etc. Parmi cette série, un petit groupe se distingue, celui des lustres rubis, dont la couleur dominante est le rouge foncé. 

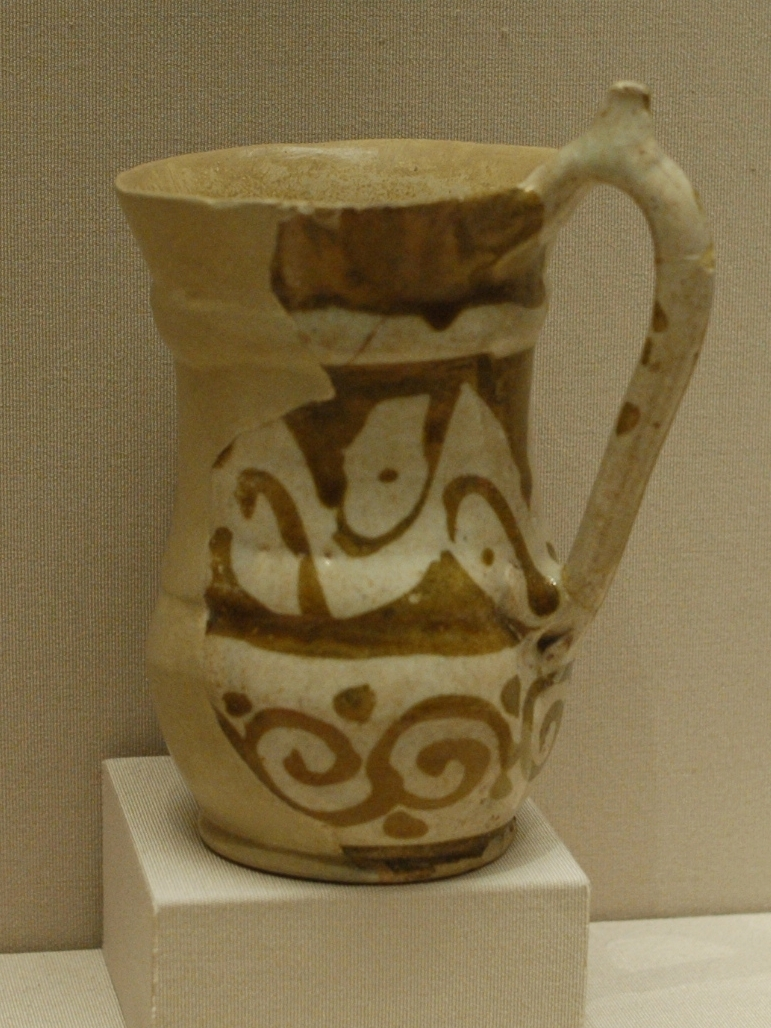
Pichet, Xe siècle, céramique argileuse, décor de lustre métallique sur glaçure opacifiée, Louvre, MAO S. 315

À partir du Xe siècle, le lustre, à Suse comme dans d'autres sites, semble changer d'orientation, en passant de la polychromie à la monochromie. La date exacte de ce changement, fondamental pour toute l'histoire de la céramique islamique, reste très floue, faute d'un marqueur chronologique précis. On peut néanmoins émettre plusieurs remarques concernant l'évolution stylistique des décors. On assiste ainsi à l'apparition d'un décor figuratif, animalier et anthropomorphe, très stylisé, géométrisé et sans regravure. Les représentations ornementales, géométriques et végétales, ne manquent pas néanmoins, mais ne forment plus les compositions foisonnantes du IXe siècle. Bien au contraire, il semble que l'horreur du vide  fasse place peu à peu à une conception plus géométrisée, organisée et aérée du décor, qui évacue progressivement les motifs de remplissage comme les ocelles. On trouve également fréquemment des inscriptions ou pseudo-inscriptions, dans un style très particulier et illisible.
Les pièces lustrées sont la plupart du temps ouvertes (bols, plats, coupes, etc.), comme d'ailleurs une bonne partie des autres pièces glaçurées, et à l'inverse de celles non-glaçurées, plus souvent fermées (pichets, cruches, jarres, etc.). Cet état de fait pose la question du rapport qu'entretiennent ces pièces les unes avec les autres : étaient-elles produites dans les mêmes ateliers ? Destinées aux mêmes personnes ?

## Comparaison de Suse avec d'autres sites et objets
Le travail d'étude de la céramique de Suse a nécessité, pour l'établissement d'une chronologie valable, de nombreux recoupements avec des sites de la même époque (Samarra, Siraf, Al-Hira, Nichapur, Ramla, etc.) et des pièces conservées en musée, sans contexte. Ces comparaisons ont  permis de mieux comprendre à la fois les particularités du site, mais aussi la céramique islamique des débuts dans son ensemble. Suse en effet n'est pas un cas isolé, et nombre de ses productions peuvent être mises en rapport avec d'autres et permettre ainsi de dresser un panorama plus complet de la production de céramique en Islam. De plus, la céramique étant un marqueur chronologique, elle a permis de dater d'autres objets retrouvés sur le site (métaux, verres), et donc par comparaison, quelques-uns décontextualisés présents dans des musées.
Un exemple est particulièrement parlant : lors des fouilles de Ramla, en Jordanie, les scientifiques ont découvert une lanterne, qu'ils ont pu identifier grâce à celles déjà connues découvertes à Suse et Nichappur. 

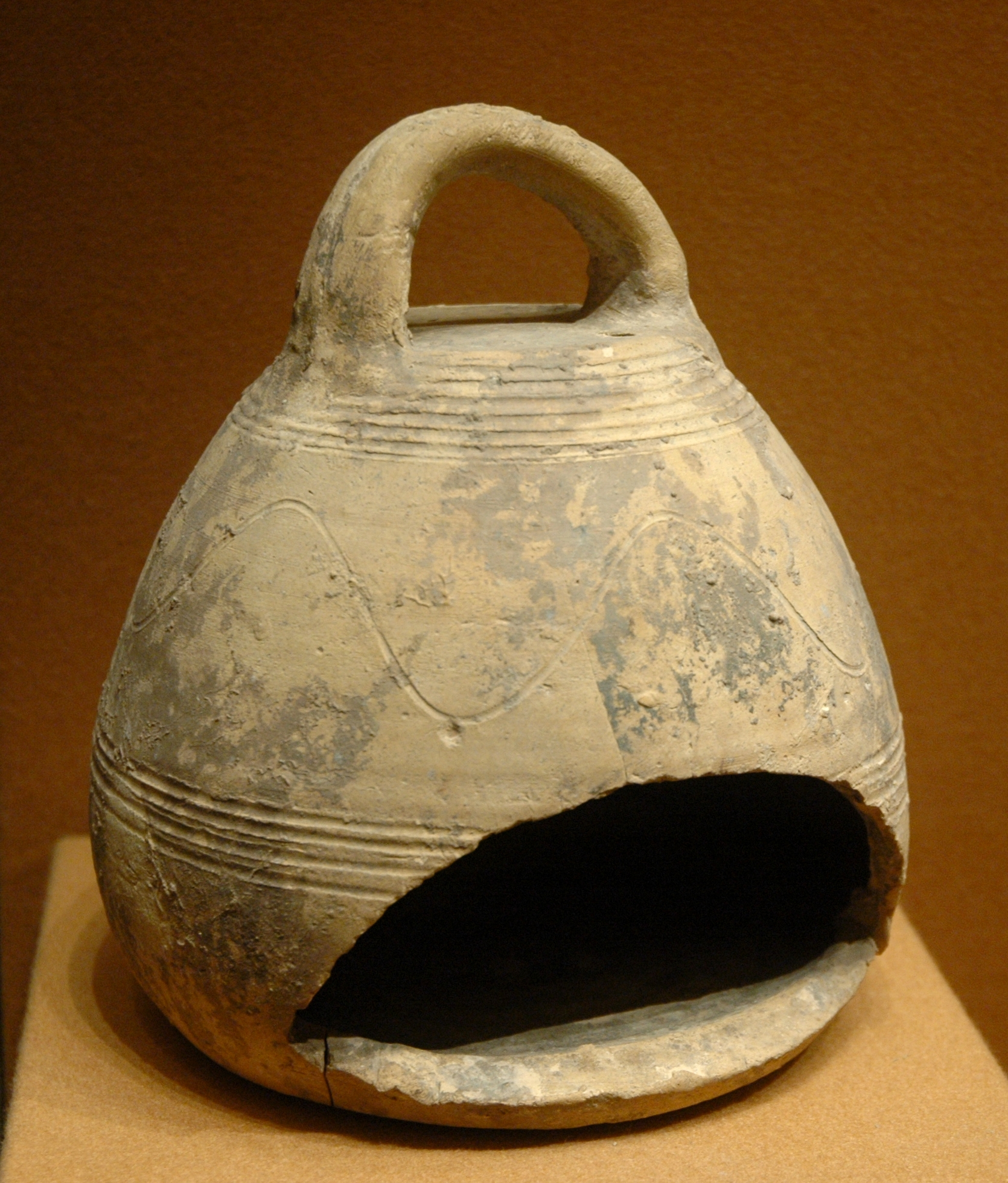
Lanterne, céramique argileuse, décor peigné et gravé, premiers siècles de l'Islam, issue des fouilles de Roland de Mecquenem à Suse, vers 1931, Louvre (MAO S.778)
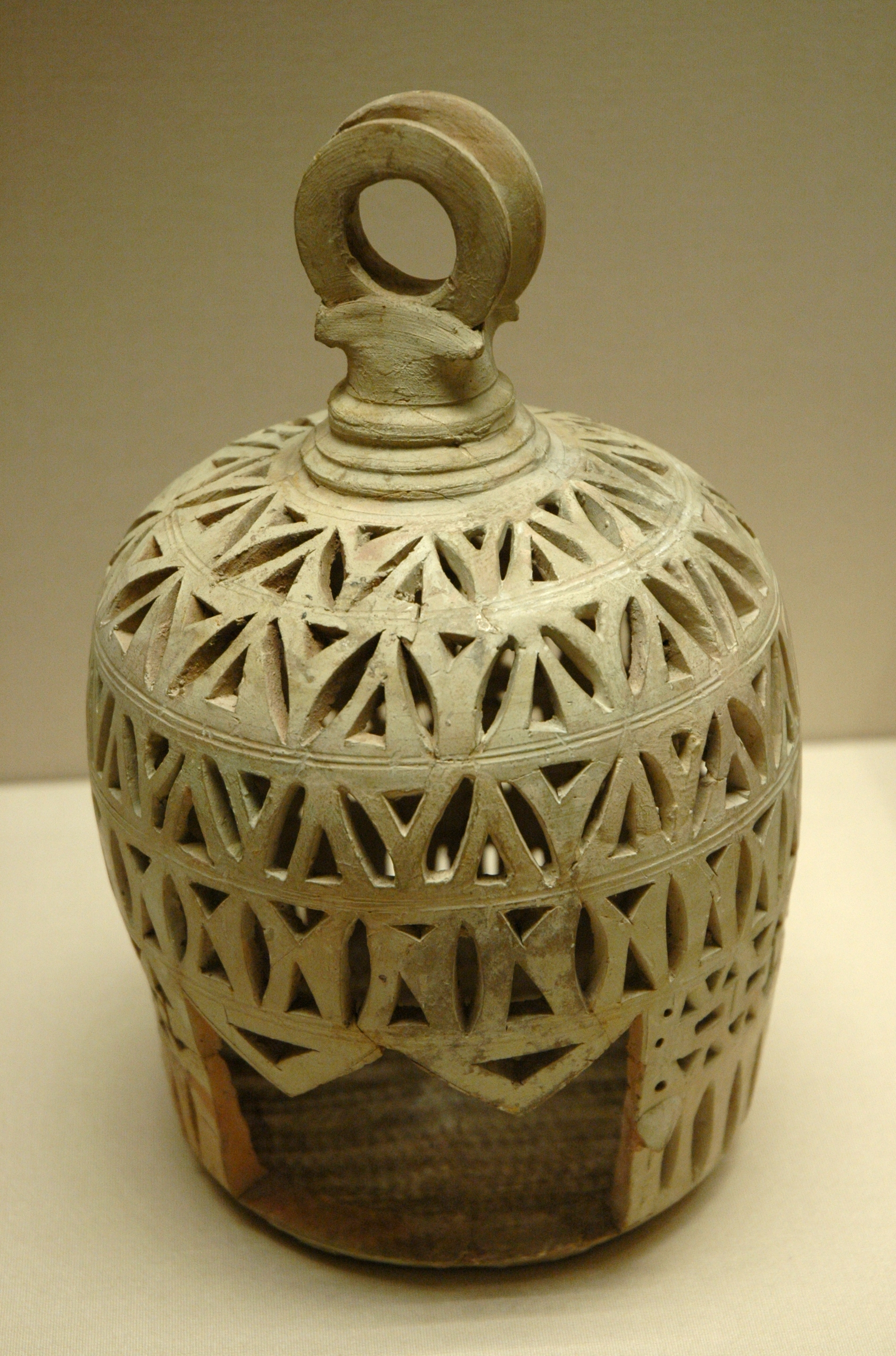
Lanterne ajourée, céramique argileuse à décor découpé et incisé, IXe – Xe siècle, Nishapur (Tepe Madraseh), Iran, Metropolitan Museum of Art

De même, les recoupements avec le célèbre site de Samarra, lieu dont l'occupation est très courte et bien datée ont permis à la fois de comprendre une partie de la chronologie des pièces de Suse, mais aussi d'élargir la chronologie restreinte de Samarra, et de jeter des bases temporelles plus larges.   
Des rapprochements entre la céramique lustrée polychrome de Suse et celle des carreaux du mihrab de la mosquée de Kairouan sont également très intéressants, puisqu'ils constituent un argument pour placer la production de ces éléments décoratifs d'une architecture maghrébine dans la région irakienne.